# Viereckschanze (Langenburg)

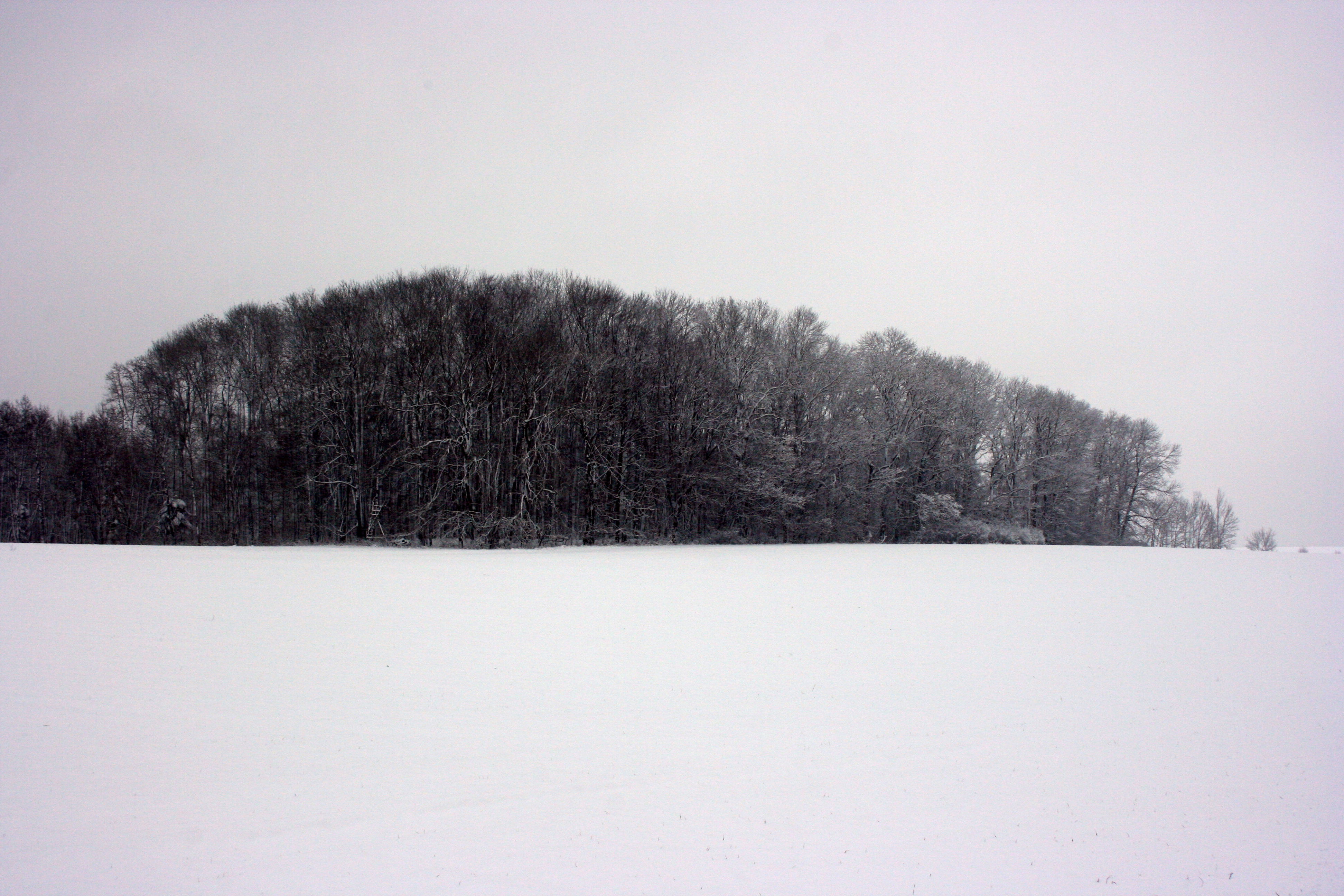
Die Viereckschanze befindet sich innerhalb des Waldes Strut.

Die spätkeltische Viereckschanze von Langenburg liegt etwa 1,8 Kilometer ostsüdöstlich des Stadtgebietes der gleichnamigen baden-württembergischen Kleinstadt im Landkreis Schwäbisch Hall. Das archäologische Denkmal gilt als außerordentlich gut erhalten.

## Lage
Die Viereckschanze befindet sich am westlichen Rand des Waldes Strut auf einer sanft gewellten Hochfläche etwa 480 m ü. NHN. Der Flurname in der Struth (Struth=Straße) bezieht sich vermutlich auf eine alte, heute noch genutzte Straße, mit dem Namen Höhweg, die nur wenige hundert Meter nördlich verläuft.

## Beschreibung

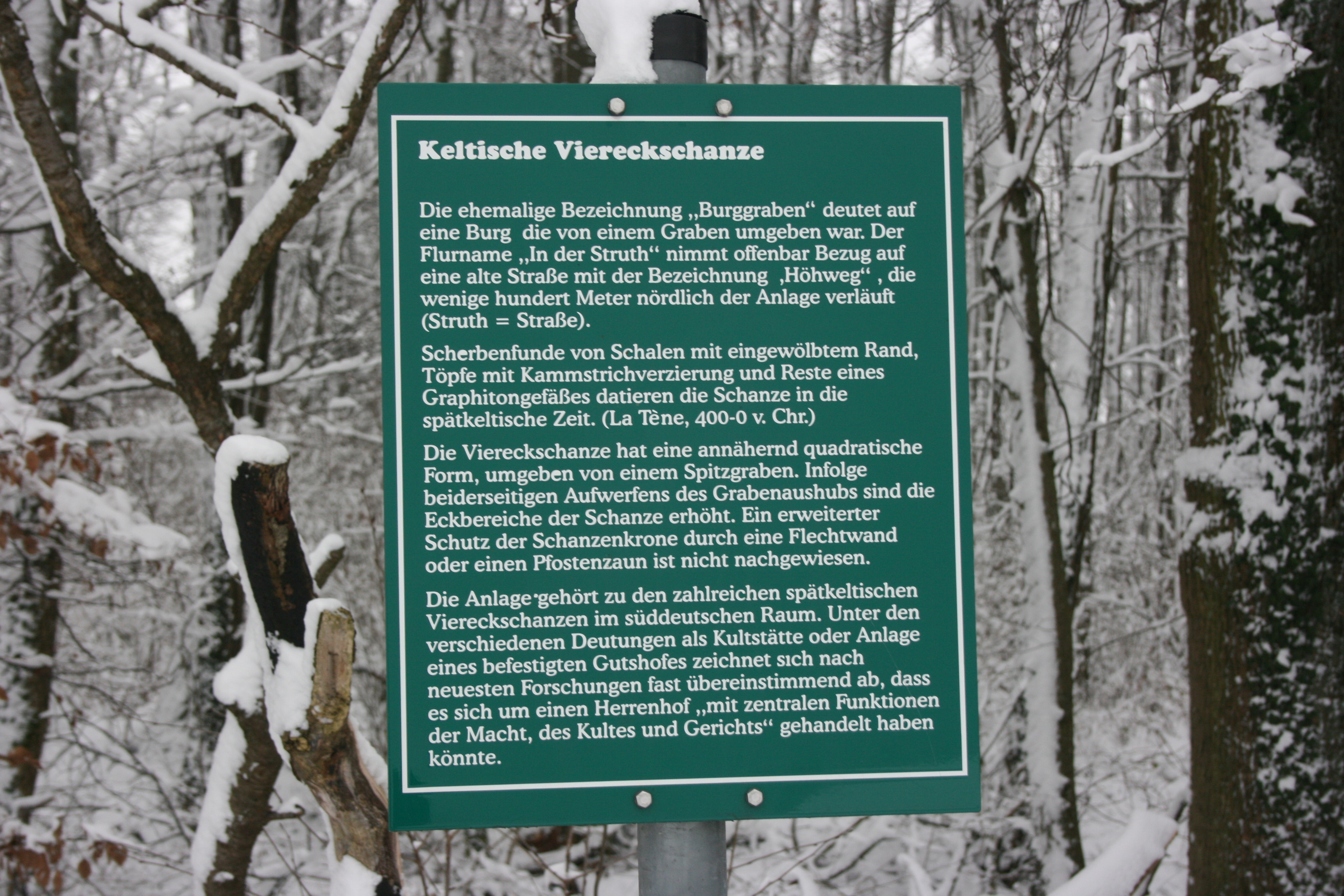
Hinweisschild an der Schanze.

Die Anlage gehört zu den vor allem in Süddeutschland, Nordostfrankreich und am Unterlauf der Seine anzutreffenden Viereckschanzen. Sie ist ungefähr nach den Himmelsrichtungen ausgerichtet. Das Bauwerk weist eine annähernd quadratische Grundform auf und ist von einem Spitzgraben umgeben. Die früher offenbar vorhandenen äußeren Wälle sind kaum noch erkennbar. Der innere Wall und der umgebende Graben zeichnen sich dagegen deutlich im Gelände ab. Die Ecken der Anlage sind durch beiderseitigem Aufwurf des Grabens leicht erhöht. Noch um 1900 wiesen die Wälle eine Höhe von bis zu 3,2 Metern und die Gräben eine Tiefe von bis zu zwei Metern auf. Weitere verstärkende Schanzbauten wie Flechtwand oder Pfostenzaun konnten bis dato (2014) nicht nachgewiesen werden.
Die Schanze ist an der Nordseite 85 Meter breit, die Westseite misst 93 Meter und die Südseite 80 Meter. Die leicht geknickte Ostseite weist eine Länge von 79 Metern auf. Der Eingang befindet sich etwa im Zentrum der Westseite. Als Verteidigungsanlage war die Schanze wegen ihrer geringen Wallhöhen und Grabentiefen sowie der ungünstigen Lage im Gelände nur sehr eingeschränkt nutzbar.

## Archäologische Untersuchung
Bei einer Sondierungsgrabung im Innenraum entdeckte der Studienrat und Heimatforscher Emil Kost (1892–1953) im Jahre 1946 zwei kammstrichverzierte Graphittonscherben, das Randstück eines mit groben Fingertupfen verzierten Topfes, zwei Randstücke von Schalen mit eingebogenem Rand sowie ein kleines Klingenbruchstück aus Hornstein. Aufgrund dieser heute im Hällisch-Fränkischen Museum in Schwäbisch Hall ausgestellten Funde wird die Anlage in  die spätkeltische Latènezeit datiert. Eine abschließende Deutung des Zwecks der Anlage ist noch nicht möglich. Denkbar ist, dass die Schanze als Kultanlage diente, da sich in ihrem Inneren Reste von kleinen, hölzernen Umgangstempeln sowie mit Resten von Blut und Fleisch gefüllten Opferschächten, in deren Sohlen Kultpfähle steckten, fanden. Jüngere Forschungsergebnisse deuten darauf hin, dass die Anlage ein Herrenhof mit „zentralen Funktionen der Macht, des Kultes und Gerichts“ war.